# Lublin Zemborzyce
Lublin Zemborzyce – stacja kolejowa kategorii D położona na obrzeżach Lublina na terenie Zemborzyc. Stacja powstała w 1914. 1 stycznia 1945 postanowiono o dobudowaniu jednego dodatkowego toru. Elektryfikacja nastąpiła w 1976 z Lublina Głównego, a w latach 2017–2020 do stacji Stalowa Wola Rozwadów.

## Ruch pasażerski
| Rok  | Wymiana pasażerska na dobę |
| ---- | -------------------------- |
| 2017 | 10-19                      |
| 2022 | 20-49                      |

Budynek dworca powstał w okresie PRL. Po usunięciu jego ścian poczekalnia pełniła funkcję wiaty. Następnie została rozebrana. Stacja posiada 3 tory główne, co jest standardem na całym odcinku, aż do Stalowej Woli. Na przełomie lat 2012 i 2013 dokonano przebudowy układu torowego stacji – wybudowany został nowy peron wyspowy między dotychczasowymi torami nr 1 i 4. Tor 2 został zlikwidowany, a jego funkcje przejął tor 4. Oprócz torów głównych istnieje także jeden ładunkowy. Zabudowane zostały także nowe semafory świetlne i tarcze ostrzegawcze. Od 2015 roku stacja jest sterowana z Lokalnego Centrum Sterowania w Niedrzwicy. Zlikwidowano dotychczas istniejącą sygnalizację kształtową.
Na stacji kończy się dwutorowy odcinek linii, dalej aż do Stalowej Woli Rozwadowa pociągi kursują po jednym torze.
Na stacji zatrzymują się pociągi osobowe na trasie do Szastarki, Stalowej Woli Południe i Rzeszowa Głównego.

## Galeria zdjęć

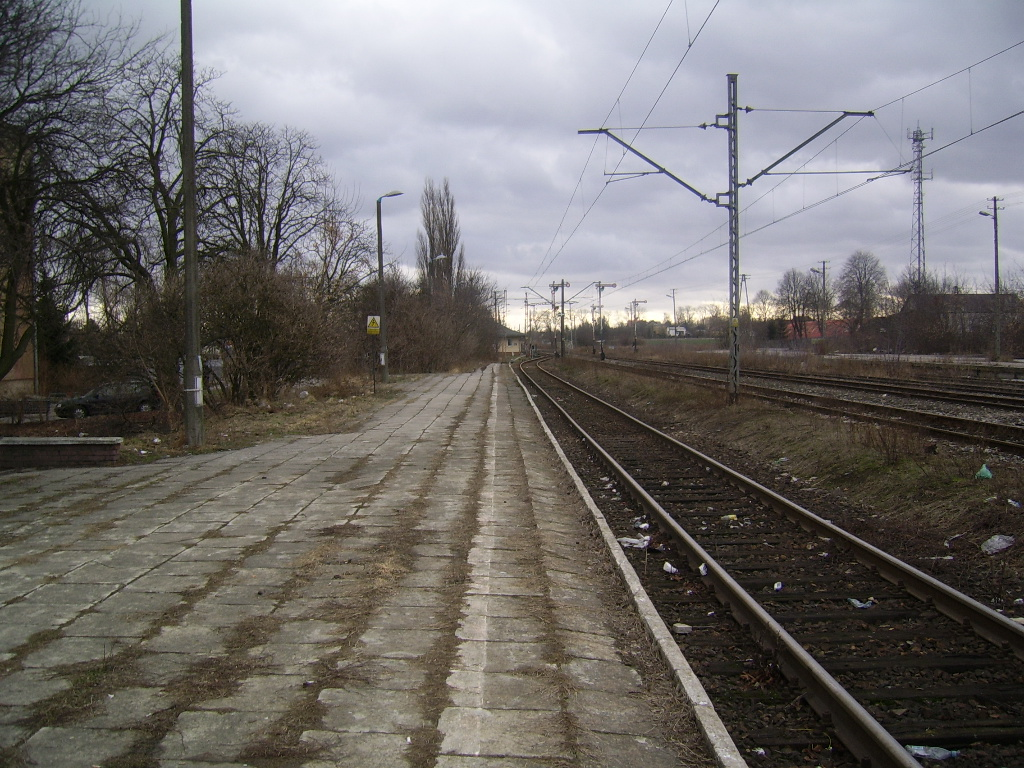
Widok w kierunku Niedrzwicy (2012)
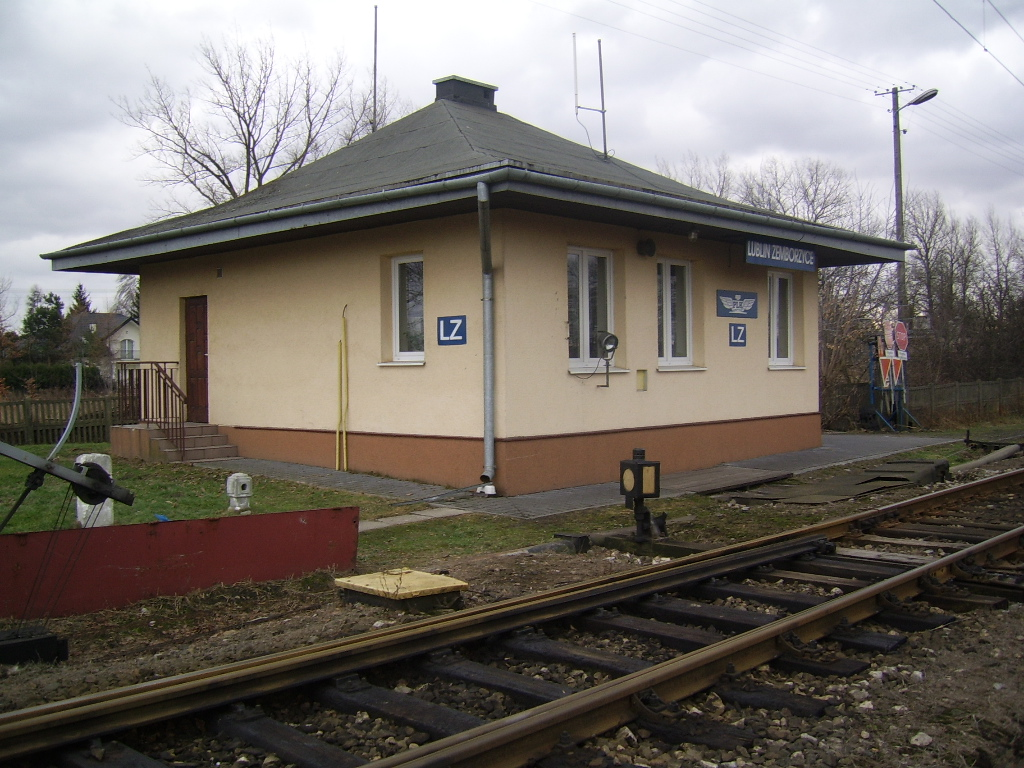
Nastawnia dysponująca „LZ” (2012)
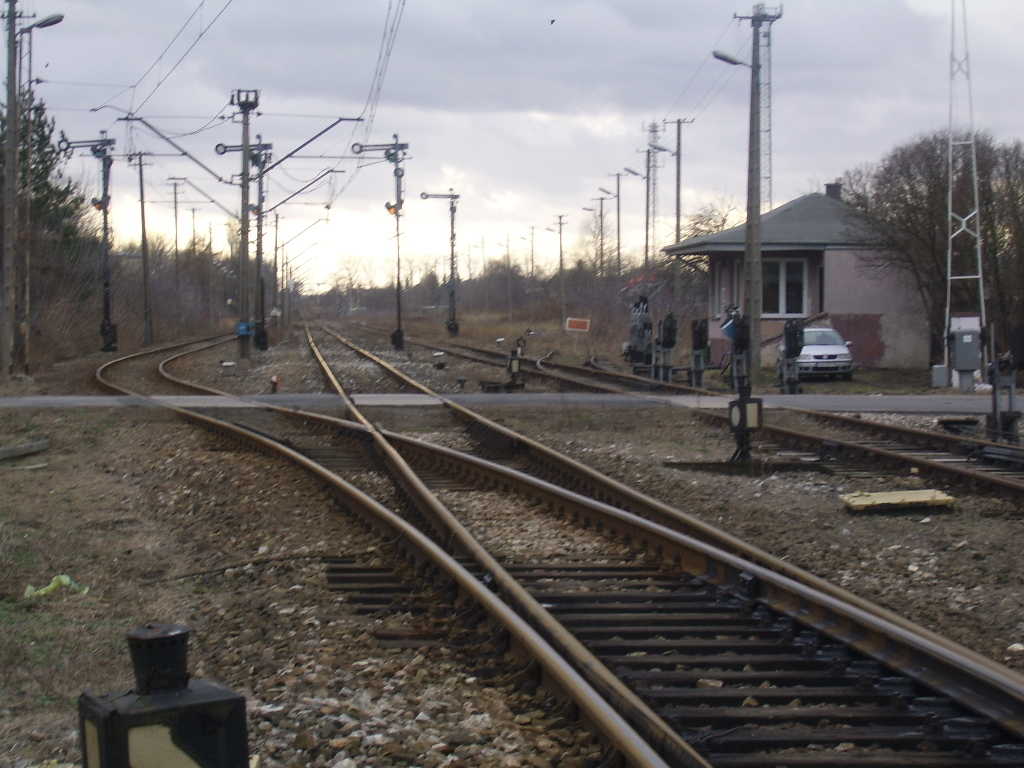
Głowica rozjazdowa od strony Lublina (2012)